# USS Halsey (DDG-97)

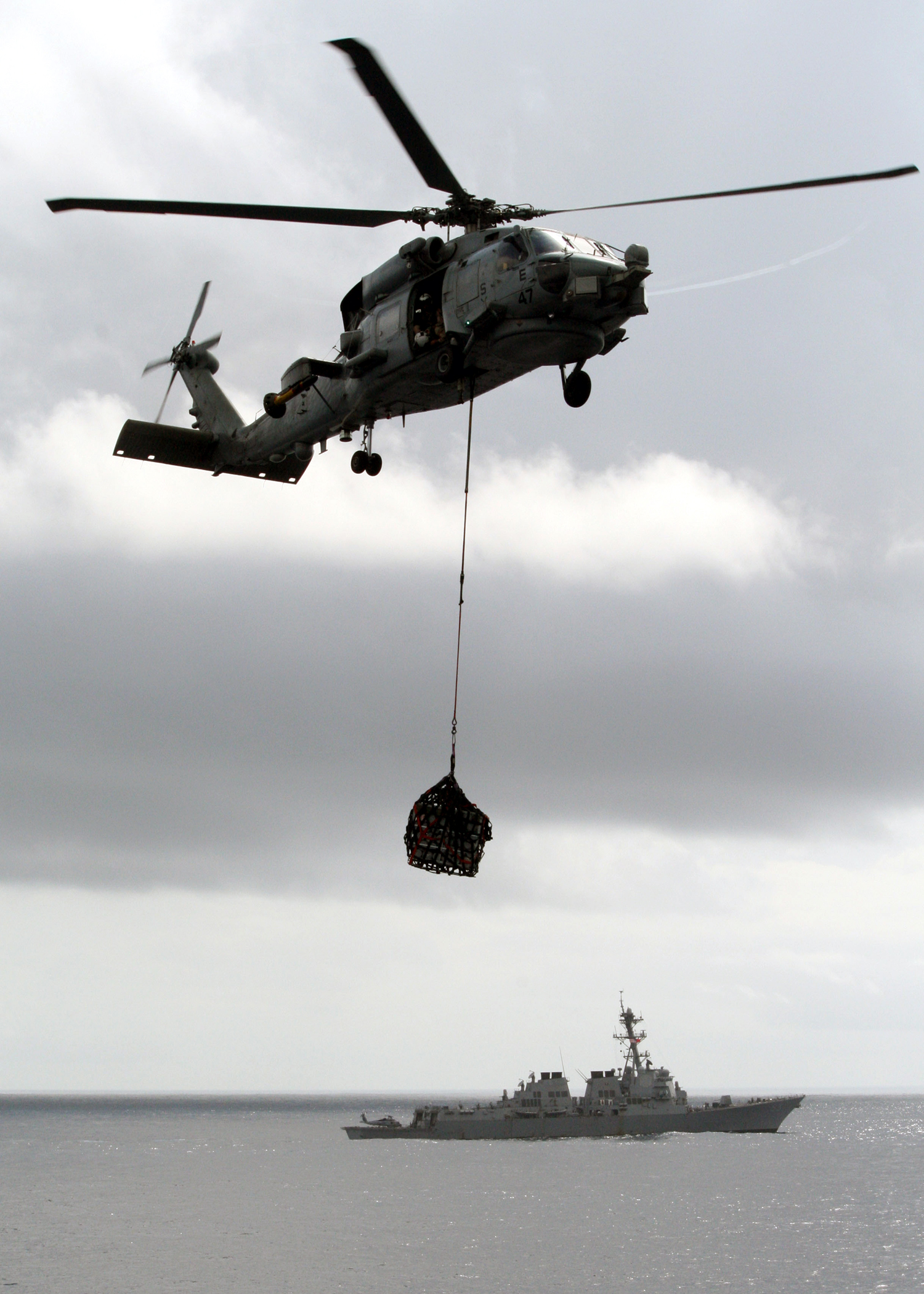
Um helicóptero H-60 e o Halsey, em 2008.

O USS Halsey é um destroyer da classe Arleigh Burke pertencente a Marinha de Guerra dos Estados Unidos. Ele recebeu este nome em honra do Almirante-de-esquadra William Frederick "Bull" Halsey Jr. Atualmente está ancorado na Base Naval de San Diego.